# Wolf-Man
Wolf-Man il cui vero nome è Gary Hampton, è un personaggio dei fumetti, creato da Robert Kirkman (testi) e Jason Howard (disegni) nel 2007, pubblicato in patria dalla Image Comics sulla collana The Astounding Wolf-Man.

## Poteri ed abilità
Come tutti i lupi mannari, Gary è in grado di trasformarsi (durante la notte) in un uomo lupo dotato di forza, resistenza, velocità, agilità e riflessi sovrumani, oltre che di sensi super-sviluppati (inclusa un'efficace visione notturna). Con la trasformazione sviluppa anche un morso letale ed artigli e denti in grado di tranciare anche il cemento. Grazie ai primi riesce anche ad arrampicarsi sulle pareti verticali e, grazie al suo fattore rigenerante, ogni suo cambio di forma rigenera istantaneamente le ferite subite nella sua forma precedente. Ha dimostrato di non aver bisogno di dormire e, secondo le parole di Zechariah, è virtualmente immortale. Grazie all'allenamento a cui è stato sottoposto, Gary è in grado di controllare perfettamente le sue trasformazioni, tuttavia, ogni prima notte di luna piena, perde il controllo, restando vittima della maledizione e comportandosi come una belva assetata di sangue. A differenza dei normali lupi mannari che compaiono nella serie, Gary è definito "prole anziana", vale a dire un licantropo che ha contratto la maledizione direttamente da uno dei lupi mannari più antichi e che quindi, come loro, è enormemente più potente della stragrande maggioranza dei suoi simili (anche lui, in quanto licantropo, può trasmettere la maledizione a chiunque morda quando è trasformato).